# Áreas tribales (Pakistán)
Las áreas tribales bajo administración federal (en inglés: Federally Administered Tribal Areas, abreviadas FATA) fue una región tribal semiautónoma en el noroeste de Pakistán que existió desde 1947 hasta que se fusionó con la provincia vecina Jaiber Pastunjuá (o Khyber Pakhtunkhwa en inglés) en 2018. Consistió en siete agencias tribales (distritos) y seis regiones fronterizas, y fue gobernada directamente por el gobierno federal de Pakistán a través de un conjunto especial de leyes denominado Reglamento de Crímenes Fronterizos. Limitaba con las provincias pakistaníes de Jaiber Pastunjuá y Baluchistán al este y al sur, y las provincias afganas de Kunar, Nangarhar, Paktia, Khost y Paktika al oeste y al norte. El territorio está habitado casi exclusivamente por los pastunes, que también viven en las provincias vecinas de Jaiber Pastunjuá y el norte de Baluchistán, y cruzan la frontera con Afganistán. Son en su mayoría musulmanes.
El 2 de marzo de 2017 el gobierno federal consideró una propuesta para fusionar las áreas tribales con Jaiber Pastunjuá, y revocar el Reglamento de Crímenes Fronterizos. Sin embargo, algunos partidos políticos se opusieron a la fusión y pidieron que las áreas tribales se convirtieran en una provincia separada de Pakistán.
El 24 de mayo de 2018 la Asamblea Nacional de Pakistán votó a favor de una enmienda a la constitución de Pakistán para la fusión FATA-KP que fue aprobada por el Senado al día siguiente. Dado que el cambio afectó a la provincia de Jaiber Pastunjuá, se presentó para su aprobación en la Asamblea de dicha provincia el 27 de mayo y se aprobó por mayoría de votos. El 28 de mayo de 2018 el presidente de Pakistán firmó el reglamento de gobernanza provisional de las áreas tribales, un conjunto de reglas provisionales el territorio hasta que se fusione con Jaiber Pastunjuá en un plazo de dos años.
La enmienda 25 recibió el consentimiento del presidente Mamnoon Hussain el 31 de mayo de 2018, después de lo cual FATA se fusionó oficialmente con Jaiber Pastunjuá. Esto debilitó aún más el movimiento de Pastunistán en un contexto histórico, ya que el gobierno de Pakistán estableció un gobierno completo, incluido el sistema legal sobre el territorio.
Las áreas cubrían una superficie de 27 220 kilómetros cuadrados (10 507 mi²), y, para 2003, estaban habitadas por 3 176 331 personas. La capital era Peshawar.

## Herencia cultural
Pakistán es un terreno fértil en la historia del mundo. Los restos más antiguos de la actividad humana se encuentran en el valle del río Soan (Punyab). Para el Mehrgarh (Baluchistán), la presencia humana continua puede ser documentada en el periodo comprendido entre 8000 y 2500 a. C. En algún momento alrededor de 2700-2500 a. C., este y otros asentamientos comenzaron a desintegrarse, posiblemente como resultado de la migración de las personas hacia la cuenca del Indo. Este proceso coincidió con la aparición y extensión de la vida sedentaria o urbana en el mayor de los valles del Indo, que culminó alrededor de 2300-1500 a. C., en la Edad de Bronce de la civilización del valle del Indo, representada por los sitios de Moenjodaro (Sind) y Harappa (Punyab), los cuales son considerados como las primeras civilizaciones urbanas más desarrolladas.
Se cree que la caída de la civilización del Indo fue causado por tribus arias unos 1500 a. C. Eran sociedades pastorales que se desarrollaron en los estados Rig-Vedic. Con los años, los territorios que ahora constituye el norte de Pakistán fueron conquistados por los ejércitos de Darío I de Persia, el Maurya Gran Rey Asoka, bactrianos, griegos, escitas, partos y kushans. Una de las formas de arte más preciadas de Pakistán "el arte budista de Gandhara" alcanzó su cenit durante el reinado de Kanishka (120-150 d. C.).
Tras la conquista de Sind al mando del general Muhammad Bin Qasim en el año 711 CE, el islam ganó el control firme de la zona. 
Desde 1000 en adelante, las dinastías musulmanas de Ghaznavis, Ghoris, Khiljis y Tughlaks han gobernado sobre el subcontinente hasta la invasión de Timur, que allanó el camino para el gran Imperio Mughal (Mogol) que dominó el subcontinente hasta su caída en 1857.
Estos acontecimientos históricos regionales también determinan en gran medida la historia de las llanuras Bannu y de los valles bajos de Kurram y Kaitu asociados. 
Las investigaciones sugieren que la historia de la ocupación humana de la llanura Bannu comenzó ya en el período paleolítico superior (30 000-40 000BCE).
Este fue un periodo caracterizado por el uso de una gran cantidad de herramientas, bien hechas cuyos restos se encuentran en el noroeste de la llanura Bannu y el valle bajo del Kurram.
Hace unos diez mil años, una cultura mesolítica, probablemente, una economía de cazadores-recolectores, ocupaba las áreas arenosas del Takhti Khel, dejando restos de un gran número de herramientas de piedra.
Alrededor de la mitad del quinto milenio a. C. una cultura pre-metálica, que disponía de la cerámica se había asentado en los alrededores de Bannu desarrollando el cultivo de cereales domesticados, de vacuno, cabras, y ovejas, que participan en el comercio de diversos productos a través de largas distancias y que viven en aldeas permanentes formadas por viviendas rectangulares de adobe y losas de barro. 
Una de las características más importantes de este periodo parece haber sido disponer de una ideología compleja. Numerosas figurillas de terracota en estilizadas formas humanas, femeninas, se han encontrado en Sheri Khan Tarakai, en el Área Jani Khel, unas veinte millas al suroeste de Bannu, Barrai Khuarra I, presentando una pequeña dispersión de la cerámica cerca de Lak Largai, Girdai, un sitio arqueológico grande pero muy dañado en la margen derecha de la Tochi cerca de la carretera de Bannu al Jani Khel y al Ter Kala Dheri en el Lohra Nullah (Khan et al 2010).
Los sucesores de este Neolítico, basada en las aldeas, sistema agrícolas eran dos períodos Edad de Bronce con conjuntos cerámicos distintivos de los cuales se han encontrado restos en Lewan  y Lak Largai (Khan, Knox & Thomas 1991: 24-31 ). 
Las huellas de este periodo también se encuentran en Ter Kala Dheri en el Lohra Nullah. La "cultura" Kot Dijian que data de alrededor de 2600 a. C. hasta el final del tercer milenio está bien representada en varios sitios de la región Bannu incluyendo Tarakai Qila, el Islam Chowki y Tarakai Ghundai.Estos sitios son todos relativamente pequeños pueblos, claramente agrícolas, con una economía básica, pero con importantes relaciones comerciales que se extendieron probablemente en una vasta área.
Curiosamente ningún material asociado a la civilización del Indo y de la cultura Gandhara Tumba se ha encontrado todavía en la región de Bannu, pero al Akra y Ter Kala Dheri, tanto en el Lohra Nullah, extensos depósitos de cerámica roja pintada de negro fueron encontrados junto con artefactos de hierro y una serie de niveles de piso, pozos, chimeneas y otros desechos domésticos incluyendo un impresionante muro de piedra curvo hecho de capas de grandes cantos rodados de río por encima de una pared inferior, hecha de terrones de barro amarillo cuidadosamente colocados y consolidados con un mortero de barro oscuro.
La investigación sugiere que Aqueménides llegó a la zona ocupada hoy por el noroeste de Pakistán allá por el quinto - sexto siglo antes de nuestra era y parece claro que su provincia Sattagydia es en realidad Bannu / Waziristán
La capital de esta región, Akra, se dice que fue "una gran ciudad, la sede del gobierno de este territorio y el lugar de residencia de Rustam, hijo de Zali Zar. Esto coloca Akra en la misma categoría de importantes capitales locales administrativas / comerciales como Kandahar, Sirkap en Taxila (Punyab) y Bala Hisar cerca Charsada (Jaiber Pastunjuá). 
Esto sugiere que el Kurram fue en tiempos históricos tempranos una ruta comercial desde el oeste hacia el valle del Indo y permitió a esta zona un estrecho contacto con los antiguos persas.
La primera moneda que se encuentra en la llanura Bannu se emitió antes de la llegada de Alejandro Magno y conecta la región Bannu con los centros provinciales aqueménidas en el norte de Pakistán y Afganistán donde se hicieron las monedas de este tipo. 
La moneda segundo mayor había sido emitido por el Imperio maurya es decir, 300 a 180 antes de Cristo. 
Muchas más monedas se pueden asociar a la época griega, que había puesto fin a la dominación maurya durante el siglo II a. C. y se han encontrado en todo los llanos Bannu. 
Del mismo modo se descubrió un buen número de monedas en la llanura Bannu de los escitas indo (80 a. C. - 50 d. C.), que capturó el reino griego, el indo-parto de que ellos (20-80 d. C.) tuvo éxito, así como de la Kushan período de 10 a 360 CE, incluyendo monedas de sus contemporáneos, los gobernantes -Sasanian Kushano en Afganistán y el norte de Pakistán (230-370 CE) subrayando una vez más la importancia de la ruta comercial Kurram.

## Administración de áreas tribales
Jaiber Pastunjuá, (o Khyber Pakhtunkhwa en inglés) es una de las cuatro unidades federales de Pakistán, que se rigen por un gobierno provincial elegido con el gobernador designado centralmente actuando como representante del gobierno federal. En la India Británica, el área que ahora es Jaiber Pajtunjuá de Pakistán se administró por primera vez por un jefe comisionado como parte de la provincia de Punyab.
En 1901, a Jaiber Pastunjuá se le concedió el estatus de una provincia separada y dividida en áreas pobladas ("distritos") y Áreas Tribales ("Agencias").
Bajo el Gobernador General de la India, el gobernador de Jaiber Pastunjuá supervisó la administración de ambas zonas, colonizadas y tribales.
Pakistán mantuvo este sistema de administración, con el gobernador de Jaiber Pastunjuá administrador de los FATA como el agente re[presentante de: primero del gobernador general; y,  luego del presidente. 
En efecto, el artículo 247 de la Constitución de Pakistán establece que: "Con sujeción a la Constitución, el poder ejecutivo de la Federación se extenderá a las Áreas Tribales bajo Administración Federal, y el poder ejecutivo de la provincia se extenderá a las Zonas Tribales de Administración Provincial."
Por lo tanto, el Gobernador de la provincia de Jaiber Pastunjuá ejerce la autoridad ejecutiva en las FATA como representante del presidente.
El presidente goza de poderes discrecionales, en la Constitución de Pakistán, de 1973, para "dictar reglamentos" con respecto a "la paz y el buen gobierno" de las FATA.
Según la Constitución, una ley promulgada por el parlamento no es aplicable a las FATA a menos que el presidente de Pakistán emita órdenes especiales en cuanto a su aplicación allí.
Las últimas leyes se han extendido a FATA sin enmiendas o cambios acordes con las condiciones imperantes en las FATA.

## Subdivisión administrativa

Las subdivisiones de la FATA (en azul) y de la NWFP (en verde)

Las áreas tribales de administración federal se divide en las 7 Agencias siguientes:
- Agencia de Bajaur
- Agencia de Mohmand
- Agencia de Khyber
- Agencia de Orakzai
- Agencia de Kurram
- Agencia de Waziristán del Norte
- Agencia de Waziristán del Sur